# Спокойствие (роман)
Спокойствие (также известен на русском под названием «Покой», тур. Huzur) — роман турецкого писателя Ахмеда Танпынара.

## Содержание
Роман состоит из четырёх частей, «Ихсан», «Нуран», «Суат», «Мюмтаз», каждая из которых названа в честь одного из персонажей. Все события, описанные в романе, происходят в течение одного дня 31 августа 1939 года, в канун Второй мировой войны. Также в роман включены флешбеки и воспоминания персонажей.
В центре повествования находится преподаватель университета Мюмтаз, возраст которого составляет 27-28 лет. Отец Мюмтаза был убит греческими войсками, которые также сожгли дом, в котором жили Мюмтаз с родителями. После этого Мюмтаз со своей матерью, которая вскоре умирает, вынуждены стать беженцами. Мюмтаз живёт сначала в Адане, затем переезжает в Стамбул, в котором вместе со своей женой проживает его двоюродный брат Ихсан.
В Стамбуле Мюмтаз влюбляется в Нуран, с которой познакомился за год до начала событий, описанных в романе. Нуран ранее уже была замужем, от предыдущего брака у неё осталась дочь, которую зовут Фатима. Дочь Нуран не рада знакомству матери с Мюмтазом и при каждом удобном случае пытается это показать.
Тем не менее, Нуран и Мюмтаз готовятся к свадьбе. В это время Нуран получает письмо от Суата, который давно в неё влюблён. Суат также знаком с Ихсаном и Мюмтазом. Нуран показывает письма Суата Мюмтазу. Спустя некоторое время Мюмтаз, Нуран и Суат вместе оказываются на званом обеде, который продлился допоздна. Суат уходит с праздненства раньше других. После возвращения домой Мюмтаз и Нуран обнаруживают там тело Суата, который покончил с собой.
Мюмтаз и Нуран считают себя виноватыми в произошедшем с Суатом. Нуран покидает Мюмтаза.
Ихсан заболевает, Мюмтаз ухаживает за ним. Выйдя на улицу, Мюмтаз от знакомых узнаёт, что Нуран вернулась к своему бывшему мужу. Состояние Ихсана ухудшается, Мюмтаз приводит врача. Осмотрев больного, он говорит, что нужно купить лекарства. После покупки лекарств Мюмтаз идёт домой, но на обратном пути ему мерещится призрак Суата и Мюмтаз падает в обморок. Лекарства разбиваются при падении. Вернувшись домой, Мюмтаз узнаёт, что Ихсану стало лучше. Дома Мюмтаз ещё раз теряет сознание. Лёжа в кровати, он слышит, как по радио диктор сообщает о начале войны.

## Критика
«Спокойствие» — первый роман, написанный Танпынаром. Сначала он публиковался частями в газете «Cumhuriyet», в номерах, выходивших с февраля по июнь 1948 года. В следующем, 1949 году, роман был выпущен в виде отдельной книги. В последующие годы вышло не менее 15 переизданий.
Образ главного героя Мюмтаза отчасти автобиографичен, он имеет многие черты, свойственные самому Ахмеду Танпынару в его возрасте. Основой для образа Ихсана, наставника Мюмтаза, послужил поэт и писатель Яхья Кемаль Беятлы. Идеи же, которые высказывает Ихсан, скорее, свойственны самому Танпынару, которому на момент написания романа было примерно столько же лет, как и Ихсану. Образ Нуран также основан на реально существовавшей женщине. Единственный персонаж, не имеющий реального прототипа — Суат, образ которого был сформирован под влиянием произведений Ф. М. Достоевского.
Основной темой романа является воздействие вестернизации на турецкое общество в ходе Кемалистских реформ. Вестернизация не была доведена до конца, также реформы хотя и принесли пользу, но одновременно с этим было утеряно многое из «дореформенного» общества.
Писатель Орхан Памук назвал «Спокойствие» «величайшим романом, когда-либо написанным о Стамбуле».
В 1998 году драматург Кенан Ышик поставил на основе романа одноимённую пьесу.

## Переводы на русский
- Ахмед Хамди Танпынар и его роман «Покой». Часть первая. Ихсан. (отрывок из романа) // Консул. — 2012. — № 3 (30). — С. 90—93.
- * Ахмед Хамди Танпынар. Покой. — М.: Ad Marginem, 2018. — 480 с. — ISBN 978-5-91103-408-5. Архивировано 22 октября 2018 года.